# Chatogekko amazonicus
Chatogekko amazonicus (бразильський карликовий гекон) — вид геконоподібних ящірок родини Sphaerodactylidae. Мешкає в Південній Америці. Це єдиний представник монотипового роду Chatogekko.

## Опис
Довжина бразильського карликового гекона (враховуючи хвіст) становить 24 мм.

## Поширення і екологія
Бразильські карликові гекони мешкають в Амазонії, на території Бразилії (в штатах Амапа і Пара, Амазонас, Рорайма, Акрі, Рондонія і Мату-Гросу), Французької Гвіани, Суринаму і Гаяни, спостерігалися у Венесуелі. Вони живуть у вологих тропічних лісах, серед опалого листя. Живляться колемболами і кліщами, відкладають яйця.